# Annalisa Ciampi
Annalisa Ciampi es una abogada italiana que se desempeñó como la relatora especial de las Naciones Unidas para los derechos de libertad de reunión y asociación pacíficas entre el 1 de mayo de 2017 y el 30 de noviembre de 2017, sustituyendo a Maina Kiai. 

## Estudios
Es profesora de derecho internacional en la Universidad de Verona. Ha estudiando en la Universidad de Florencia, en la escuela de Derecho de Harvard, tiene un doctorado en derecho internacional de la Universidad de La Sapienza de Roma y es fellow en el Centro Lautherpacht de derecho internacional en Cambridge, Reino Unido.